# Tykev velkoplodá
Tykev velkoplodá (Cucurbita maxima), zvaná také dýně obrovská, tykev největší nebo tykev obrovská, je druh z rodu tykev.
Tento druh pochází pravděpodobně z Peru. Zde se pěstovala již kolem roku 1200 př. n. l. Dnes se pěstuje v Jižní Americe, Severní Americe, v oblasti Středozemního moře, na Balkáně, ve Střední Asii a v Rusku.
Jedná se o jednoletou rostlinu vytvářející až 10 m dlouhé lodyhy s úponky. Plod je kulovitý, zploštělý i válcovitý a dosahuje hmotností až několik desítek kilogramů.
Plod bývá nejčastěji zpracováván na kompoty, ale může být také využit k přípravě zavařenin a náplní do pečiva.
Mezi variety tohoto druhu dýně patří dýně hokkaidó.

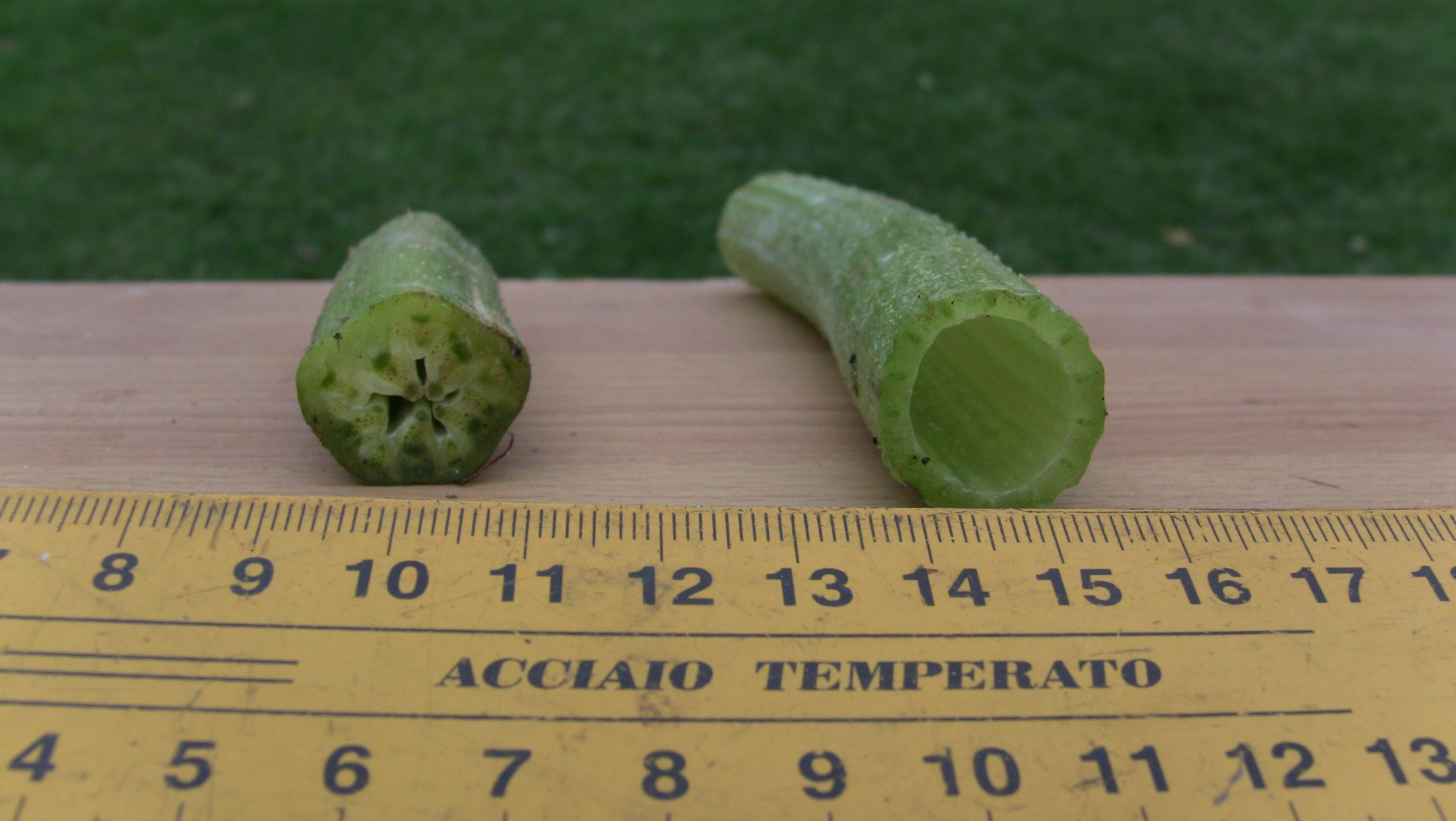
Průřez stonkem (vlevo) a řapíkem listu dýně Hokkaidó

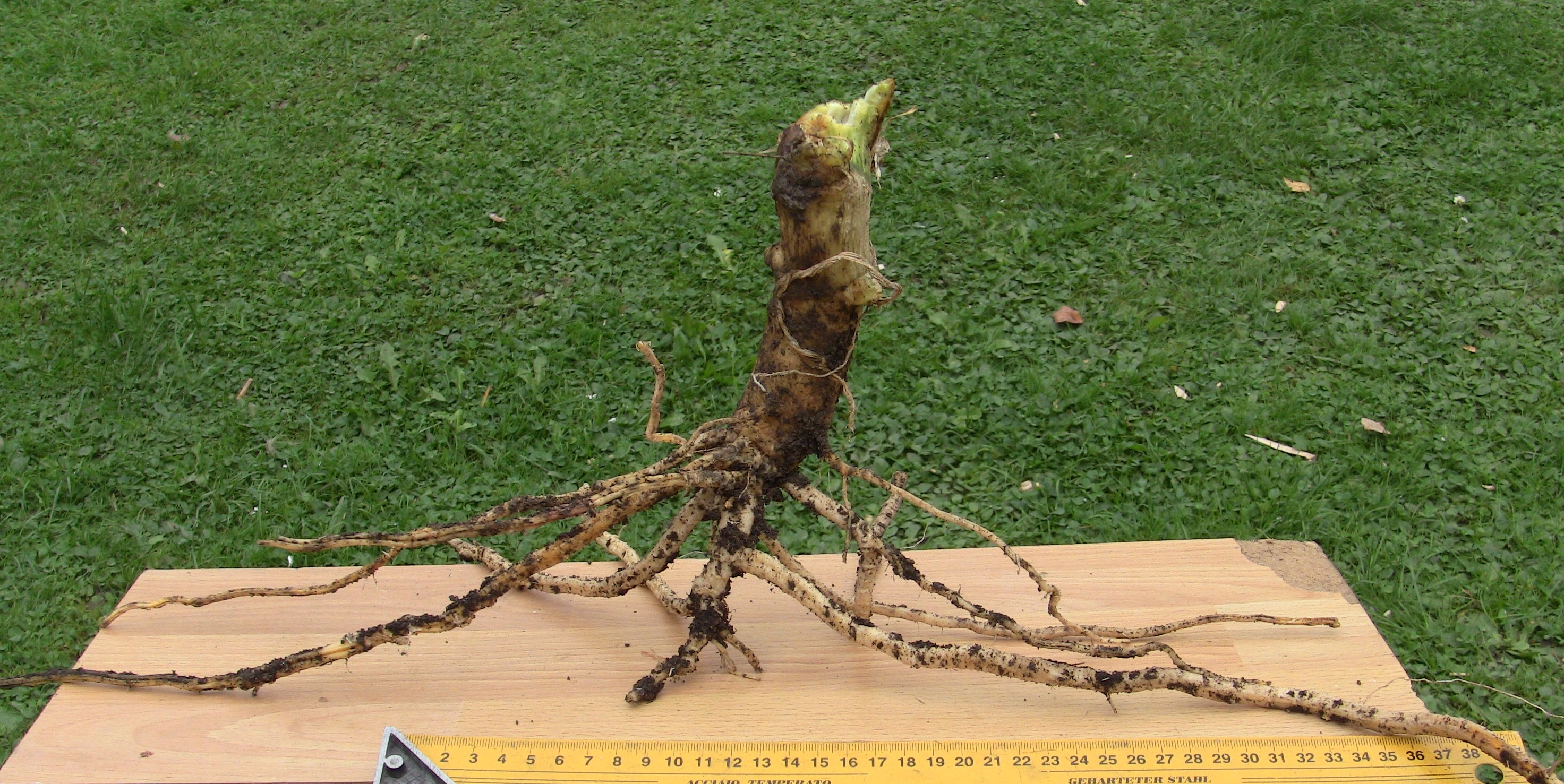
Kořen dýně Hokkaidó po sklizni